# ماریان (فیلم ۱۹۲۹)
ماریان (انگلیسی: Marianne) فیلمی در ژانر رمانتیک و موزیکال به کارگردانی رابرت زی. لنرد است که در سال ۱۹۲۹ منتشر شد. از بازیگران آن می‌توان به ماریون دیویس، امیل شوتار، مک سوین و اسکار آپفل اشاره کرد.